# Java Authentication and Authorization Service
Java Authentication and Authorization Service (JAAS), uitgesproken als "Jazz", is een Java security raamwerk voor gebruikersgerichte security om de bestaande security in Java-code aan te vullen. Sinds Java Runtime Environment 1.4 is JAAS geïntegreerd in de JRE - vroeger werd JAAS door Sun geleverd als een uitbreidingsbibliotheek.